# هنري ستيوارت (لاعب كريكت)
هنري ستيوارت (بالإنجليزية: Henry Stewart)‏ (5 أغسطس 1763 - 12 مارس 1837) هو لاعب كريكت بريطاني (وحمل سابقاً جنسية المملكة المتحدة لبريطانيا العظمى وأيرلندا ومملكة بريطانيا العظمى).